# Juan José López Garzón
Juan José López Garzón (Baeza, Jaén, 8 de marzo de 1948) es un escritor y político español que ha publicado varios artículos y libros.

## Biografía
Nació en 1948 en la localidad de Baeza (Jaén), aunque reside en Sevilla. Está Casado y padre de dos hijos. Estudió bachiller en el Instituto de Enseñanza de su ciudad natal, además de Ingeniero Técnico Industrial por la Escuela de Ingeniera Técnica Industrial de Jaén. También estudió bachillerato en el Instituto de Enseñanza Media de Baeza y está licenciado en Ciencias matemáticas y doctor en mates por la Universidad de Sevilla.
Ha desempeñados cargos directivos en la enseñanza media y universitaria como: Vicerrector de Infraestructura y Vicerrector General en la Universidad de Sevilla.
Fue Delegado del Gobierno en Andalucía durante dos etapas, desde 1996, y posteriormente, desde 2004 a 2010. También ha sido Gobernador civil de la provincia de Huelva, cargo que ocupó desde 1994 a 1996. En 2003, el presidente de la Junta de Andalucía Manuel Chaves, lo nombra Delegado del Gobierno en la Junta de Andalucía en Huelva, cargo que desempeña hasta 2004. Por ultimo ha sido viceconsejero de Asuntos sociales de la Junta de Andalucía entre 1996 a 2000.